# Peter Kubelka
Peter Kubelka   (Viena, 23 de març de 1934) és un cineasta, músic i arquitecte austríac popular com a referent del cinema experimental entre les dècades dels 50 i 90.

## Biografia
Durant la seva adolescència Kubelka va ser membre del Cor de Nens Cantores de Viena (1944-1947), i en la seva joventut atleta en llançament de disc (1953) i yudoca. Va estudiar de 1952 a 1954 a la Universitat de Música i Art Dramàtic de Viena i de 1954 a 1955 al Centre Experimental de Cinema a Roma.
El rebuig del seu primer film, Mosaik im Vertrauen (1955), per part de la indústria cinematogràfica, va determinar encara més una vocació, la de cineasta, que Kubelka havia escollit aviat, en els seus dies d'institut. Entre 1957 i 1960 va realitzar la major part de la seva obra, el seu cinema mètric, compost per Adebar, Schwechater i Arnulf Rainer. Segons Kubelka, «el cinema està entre les imatges», i el seu meticulós i pacient treball com a cineasta comporta la depuració dels components del cinema, a fi d'eliminar la il·lusió i manifestar la imatge com a objecte: «El cinema de Kubelka és com un fragment de cristall», va escriure Jonas Mekas.
En aquests anys va exposar per primera cop la seva obra en cel·luloide, que després formarà panells de blancs i negres, però que llavors deixa penjant d'estaques, a la intempèrie, al poble de Alpbach. En 1964 cofunda el Austrian Filmmuseum i dos anys després va posar rumb als Estats Units en un viatge que sempre va qualificar de fonamental per a la seva supervivència.
En 1966 conclou el seu particular documental de viatge, Unsere Afrikareise, pel·lícula de dotze minuts que triga cinc anys a filmar i que suposa un cim del cinema experimental per la seva combinació d'imatge i so; aquí comença també el seu particular procés de «donis-especialització» i reeducació autodidacta, que practica en nombrosos cursos de cinema en diferents universitats nord-americanes, on la mímica, les joguines o les eines prehistòriques solen ocupar el lloc de l'argumentació tradicional i acadèmica. En ells, la cuina, el més antic mitjà de comunicació segons Kubelka, comença a adquirir protagonisme.
En 1970 va cofundar l'Anthology Film Archives a Nova York, on va dissenyar el seu cinema ideal, l'Invisible Cinema. La sala disposava de seients molt inclinats amb una espècie de caputxa sobre cada seient i barreres visuals altes entre els mateixos perquè cada assistent estigués totalment aïllat visualment dels altres. En 1973 va restaurar Entuziazm, del director soviètic Dziga Vértov, i en 1976 va establir la col·lecció d'avantguarda per al Centre Pompidou de París, on concep l'exposició «Uneix histoire du cinéma (1976-1977)». Una altra de les seves grans passions, la música, li va portar a fundar en 1980 el grup Spatium Musicum, amb el qual va recórrer Estats Units i Europa. En 1996 va iniciar el seu cicle Was ist Film en el Filmmuseum vienés. Els seus últims films són Dichtung und Wahrheit (2003) i Antiphon, integrada en l'obra Monument Film (2012).
L'any 2005 va rebre la Condecoració Austríaca de la Ciència i l'Art.